# 괭이

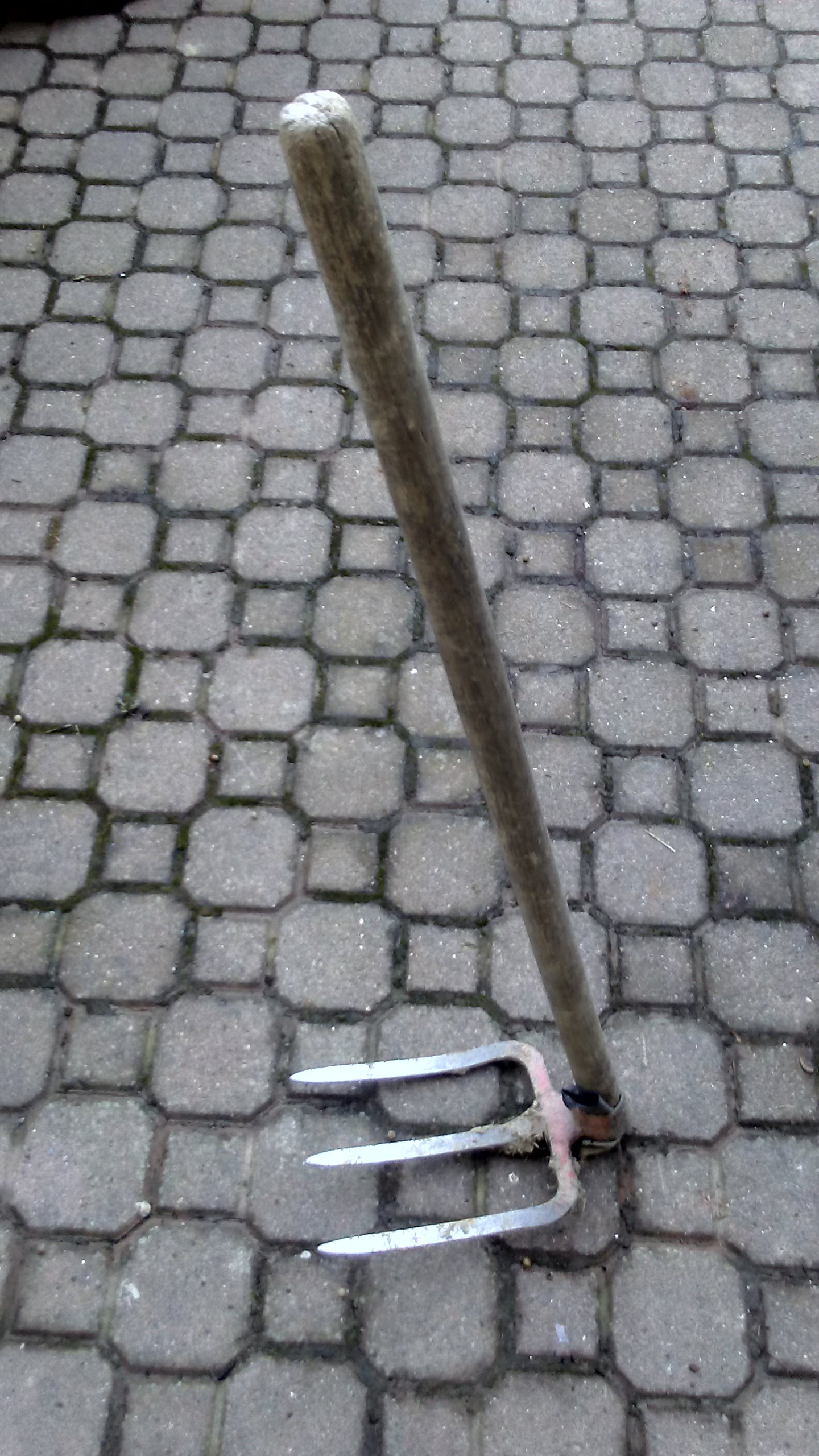
괭이

괭이(hoe)는 땅을 파는 데 쓰는 농기구의 하나이다. 넓적한 쇠의 'ㄱ'자처럼 달린 굇구멍에 길다란 자루를 끼워 사용한다. 종류에는 왜괭이, 가짓잎괭이, 삽괭이 등이 있다.
괭이는 토양의 모양을 내고, 잡초를 제거하고, 토양을 제거하고, 뿌리 작물을 수확하는 데 사용되는 고대의 다용도 농업 및 원예용 손 도구이다. 토양의 모양을 내는 작업에는 식물 바닥 주변에 흙을 쌓는 것, 좁은 고랑 파기, 씨앗이나 구근을 심기 위한 얕은 도랑 등이 포함된다. 괭이로 제초하는 작업에는 토양 표면을 휘젓거나 뿌리에서 잎을 자르는 작업, 토양에서 오래된 뿌리와 작물 잔재물을 제거하는 작업이 포함된다. 흙을 파고 옮기는 괭이는 감자와 같은 뿌리 작물을 수확하는 데 사용된다.

## 고고학적 용도
지난 15~20년 동안 괭이는 전문 고고학자들에게 점점 더 인기 있는 도구가 되었다. 괭이는 전통적인 모종삽만큼 정확하지는 않지만, 고고학적으로 관심이 있는 상대적으로 넓은 개방된 공간을 청소하는 데 이상적인 도구이다. 모종삽보다 사용이 더 빠르고, 버킷이나 삽으로 긁는 것보다 훨씬 깨끗한 표면을 만들어낸다.

## 같이 보기
- 곡괭이

## 참고 문헌
- 이 문서에는 다음커뮤니케이션(현 카카오)에서 GFDL 또는 CC-SA 라이선스로 배포한 글로벌 세계대백과사전의 내용을 기초로 작성된 글이 포함되어 있습니다.